# Thaumastoptera (Thaumastoptera) hynesi
Thaumastoptera (Thaumastoptera) hynesi is een tweevleugelige uit de familie steltmuggen (Limoniidae). De soort komt voor in het Nearctisch gebied.